# Eleutherococcus xizangensis
Eleutherococcus xizangensis là một loài thực vật có hoa trong Họ Cuồng cuồng. Loài này được (Y.R.Li) H.Ohashi mô tả khoa học đầu tiên năm 1987.